# Tabanus townsvilli
Tabanus townsvilli är en tvåvingeart som beskrevs av Ricardo 1915. Tabanus townsvilli ingår i släktet Tabanus och familjen bromsar. Inga underarter finns listade i Catalogue of Life.